# Liste der Baudenkmale in Pigeon Bay
Die Liste der Baudenkmale in Pigeon Bay umfasst alle vom New Zealand Historic Places Trust (NZHPT) als „Historic Place“ oder „Historic Area“ eingestuften Baudenkmale und Flächendenkmale der neuseeländischen Ortschaft Pigeon Bay. Die Angaben stammen aus dem Register des NZHPT. Die Bezeichnungen der Baudenkmale orientieren sich an diesem Register. In die Liste werden auch bekannte Wahi Tapu (Area), kulturell und religiös bedeutsame Stätten und Gebiete der Māori, aufgenommen. Sie werden jedoch meist nicht publiziert.

| Bild | Bezeichnung                | Ort        | Anschrift                             | Beschreibung              | Bauzeit | Eintrag           | Nummer | Kat. |
| ---- | -------------------------- | ---------- | ------------------------------------- | ------------------------- | ------- | ----------------- | ------ | ---- |
| BW   | Knox Church (Presbyterian) | Pigeon Bay | 28 Wharf Road Karte                   | Kirche, presbyterianische | 1899    | 25. Oktober 1990  | 5274   | 2    |
| BW   | Pigeon Bay Store           | Pigeon Bay | 30-34 Wharf Road Karte                | Laden, ehemaliger         | 1881    | 25. Oktober 1990  | 5279   | 2    |
| BW   | Brookshaw                  | Pigeon Bay | Starvation Gully Road Karte (ungenau) | Wohnhaus                  | 1865    | 25. Oktober 1990  | 5280   | 2    |
| BW   | Tanglewood                 | Pigeon Bay | Middle Road Karte                     | Wohnhaus                  | n.a.    | 25. Oktober 1990  | 5282   | 2    |
| BW   | Annandale House            | Pigeon Bay | Wharf Road Karte (ungenau)            | Wohnhaus                  | 1884    | 25. Oktober 1990  | 5283   | 2    |
| BW   | Annandale Woolshed         | Pigeon Bay | Starvation Gully Road Karte (ungenau) | Wollschuppen              | 1886    | 25. Oktober 1990  | 5284   | 2    |
| BW   | Goodwins Seed Store        | Pigeon Bay | Starvation Gully Rd Karte             | Lagerhaus für Grassamen   | 1901    | 17. Dezember 1993 | 7120   | 2    |
| BW   | Kukupa Side School         | Pigeon Bay | Pettigrews Road Karte (ungenau)       | Schule                    | 1878    | 7. September 2001 | 7495   | 2    |